# Emilio Sanna
Emilio Sanna (Lendinara, 25 febbraio 1928 – Ciampino, 30 aprile 2019) è stato uno scrittore e giornalista italiano.

## Biografia
Laureato in lettere all'Università di Padova, è stato Direttore del Bo.
È entrato in Rai come giornalista alla fine degli anni cinquanta.
Nel 1970 scrisse Inchiesta sulle carceri, dopo aver trattato il tema in un documentario per la Rai, col titolo Dentro il carcere. Il libro è stato la fonte di ispirazione per il film di Nanni Loy, Detenuto in attesa di giudizio con Alberto Sordi.
Nel 1971 scrisse L'uomo questo animale, sulla scia degli incontri avuti con Desmond Morris e Konrad Lorenz, un saggio nella similitudine organizzativa e sociologica fra essere umano e animale. Il libro è stato tradotto anche in francese col titolo Cet animal est fou.
Successivamente scrisse Nostro padre l'esercito, libro denuncia delle condizioni dei militari di leva italiani e della vita di caserma.
Scrisse anche Erbe amiche, sulla medicina alternativa, molto in auge in quegli anni grazie a Maurice Messeguè. Nel 1977 scrisse Lo zoo folle, un ideale prosieguo del libro del 1971, sempre sull'organizzazione animale e le sue nevrosi, simili a quelle dell'essere umano.

## Opere
- Inchiesta sulle carceri
- L'uomo questo animale, Palazzi editore
- Nostro padre l'esercito, Sugar, 1973
- Erbe amiche, Curcio editore, 1975
- Lo zoo folle